# Pure
Pure és un municipi francès situat al departament de les Ardenes i a la regió del Gran Est. L'any 2007 tenia 625 habitants.

## Demografia

### Població
El 2007 la població de fet de Pure era de 625 persones. Hi havia 238 famílies de les quals 56 eren unipersonals (12 homes vivint sols i 44 dones vivint soles), 79 parelles sense fills, 95 parelles amb fills i 8 famílies monoparentals amb fills.
La població ha evolucionat segons el següent gràfic:
Habitants censats

### Habitatges
El 2007 hi havia 276 habitatges, 243 eren l'habitatge principal de la família, 10 eren segones residències i 22 estaven desocupats. 260 eren cases i 16 eren apartaments. Dels 243 habitatges principals, 197 estaven ocupats pels seus propietaris, 43 estaven llogats i ocupats pels llogaters i 3 estaven cedits a títol gratuït; 1 tenia una cambra, 6 en tenien dues, 25 en tenien tres, 73 en tenien quatre i 138 en tenien cinc o més. 170 habitatges disposaven pel capbaix d'una plaça de pàrquing. A 121 habitatges hi havia un automòbil i a 103 n'hi havia dos o més.

### Piràmide de població
La piràmide de població per edats i sexe el 2009 era:
| Homes | Edats   | Dones |
| ----- | ------- | ----- |
| 0     | 95 o +  | 0     |
| 0     | 90 a 94 | 0     |
| 4     | 85 a 89 | 12    |
| 0     | 80 a 84 | 8     |
| 4     | 75 a 79 | 4     |
| 24    | 70 a 74 | 20    |
| 12    | 65 a 69 | 16    |
| 20    | 60 a 64 | 12    |
| 12    | 55 a 59 | 8     |
| 20    | 50 a 54 | 20    |
| 24    | 45 a 49 | 16    |
| 28    | 40 a 44 | 28    |
| 12    | 35 a 39 | 20    |
| 12    | 30 a 34 | 20    |
| 20    | 25 a 29 | 20    |
| 20    | 20 a 24 | 12    |
| 48    | 15 a 19 | 16    |
| 36    | 10 a 14 | 12    |
| 16    | 5 a 9   | 28    |
| 16    | 0 a 4   | 16    |

## Economia
El 2007 la població en edat de treballar era de 399 persones, 271 eren actives i 128 eren inactives. De les 271 persones actives 246 estaven ocupades (151 homes i 95 dones) i 25 estaven aturades (11 homes i 14 dones). De les 128 persones inactives 37 estaven jubilades, 35 estaven estudiant i 56 estaven classificades com a «altres inactius».

### Ingressos
El 2009 a Pure hi havia 242 unitats fiscals que integraven 618 persones, la mediana anual d'ingressos fiscals per persona era de 15.227 €.

### Activitats econòmiques
Dels 15 establiments que hi havia el 2007, 3 eren d'empreses de fabricació d'altres productes industrials, 5 d'empreses de construcció, 3 d'empreses de comerç i reparació d'automòbils i 4 d'empreses classificades com a «altres activitats de serveis».
Dels 6 establiments de servei als particulars que hi havia el 2009, 1 era un guixaire pintor, 2 lampisteries, 1 electricista, 1 perruqueria i 1 saló de bellesa.
L'any 2000 a Pure hi havia 6 explotacions agrícoles.

## Equipaments sanitaris i escolars
L'únic equipament sanitari que hi havia el 2009 era una farmàcia.
El 2009 hi havia una escola elemental.

## Poblacions més properes
El següent diagrama mostra les poblacions més properes.